# Джон Янсі (тенісист)
Джон Янсі (англ. John Yancey; нар. 18 січня 1970) — колишній американський тенісист.

## Юніорські фінали турнірів Великого шолома

### Парний розряд: 1 (1 перемога)
| Результат | Рік  | Турнір                           | Покриття | Партнер                   | Суперники                            | Рахунок  |
| --------- | ---- | -------------------------------- | -------- | ------------------------- | ------------------------------------ | -------- |
| Перемога  | 1988 | Відкритий чемпіонат США з тенісу | Тверде   | Джонатан Старк (тенісист) | Массімо Боскатто Стефано Пескосолідо | 7–6, 7–5 |

## Фінали ATP Челленджер і ITF Ф'ючерс

### Парний розряд: 2 (0–2)
| Легенда              |
| -------------------- |
| ATP Челленджер (0–2) |
| ITF Ф'ючерс (0–0)    |

| Фінали за покриттям |
| ------------------- |
| Тверде (0–0)        |
| Ґрунт (0–1)         |
| Трава (0–0)         |
| Килим (0–1)         |

| Результат | В-П | Дата     | Турнір            | Рівень     | Покриття | Партнер                  | Суперники                         | Рахунок       |
| --------- | --- | -------- | ----------------- | ---------- | -------- | ------------------------ | --------------------------------- | ------------- |
| Поразка   | 0–1 | Лип 1993 | Севілья, Іспанія  | Челленджер | Ґрунт    | Стів Кемпбелл (тенісист) | Еміліо Бенфеле Альварес Пепе Імас | 7–6, 1–6, 2–6 |
| Поразка   | 0–2 | Жов 1993 | Мюнхен, Німеччина | Челленджер | Килим    | Джон Айрленд             | Сандер Гройн Арне Томс            | 3–6, 3–6      |